# 리니지 (비디오 게임 시리즈)
《리니지》(영어: Lineage)는 대한민국의 중세 판타지 MMORPG 시리즈이다.

## 시리즈 목록
PC
- 리니지 (1998)
- 리니지 토너먼트 (2002)
- 리니지 2 (2003)
- Project TL (미정)

모바일
- 리니지 몬퀘스트 (2002)
- 리니지 포켓캡슐 (2003)
- 리니지 공성영웅전 (2003)
- 리니지 포션팡팡 (2004)
- 리니지 아덴전기 (2004)
- 리니지 모바일 - 헤이스트 (2014)
- 리니지 2: 혈맹 (2016)
- 리니지 레드나이츠 (2016)
- 리니지 2: 레볼루션 (2016)
- 리니지M (2017)
- 리니지2M (2019)
- 리니지W (2021)